# Theta Sagittae
Theta Sagittae (17 Sagittae) é uma estrela na direção da constelação de Sagitta. Possui uma ascensão reta de 20h 09m 56.61s e uma declinação de +20° 54′ 53.2″. Sua magnitude aparente é igual a 6.51. Considerando sua distância de 147 anos-luz em relação à Terra, sua magnitude absoluta é igual a 3.24. Pertence à classe espectral F5IV.